# آندورا (کومونه)
آندورا (کومونه) (به ایتالیایی: Andora) یک کومونه در ایتالیا است که در استان ساونا واقع شده‌است.

## خصوصیات
آندورا ۳۱٫۶۱ کیلومترمربع مساحت و ۷٬۶۵۷ نفر جمعیت دارد و ۱۰ متر بالاتر از سطح دریا واقع شده‌است.

## خواهرخوانده
شهر لارویک خواهرخواندهٔ آندورا (کومونه) هست.